# Ignacio de Cepeda y Alcalde
Ignacio de Cepeda y Alcalde (Osuna, 21 de enero de 1816-Almonte, 16 de noviembre de 1906) fue un escritor y abogado español.

## Biografía
Hizo sus estudios de humanidades en el Colegio de la Asunción de Córdoba para pasar a la Universidad Literaria de Sevilla donde el 18 de febrero de 1840 se licenció en Leyes.
Durante su época de estudiante en Sevilla conoce a la poetisa cubana Gertrudis Gómez de Avellaneda con la que mantuvo una tempestuosa relación romántica de la que se conserva una completa correspondencia epistolar publicada en 1907 por Lorenzo Cruz de Fuentes, tras la muerte de Cepeda y a instancias de su viuda, María de Córdova y Govantes (sobrina de José Blanco González). Falleció el 16 de noviembre de 1906 en Almonte.